# Intermetalic

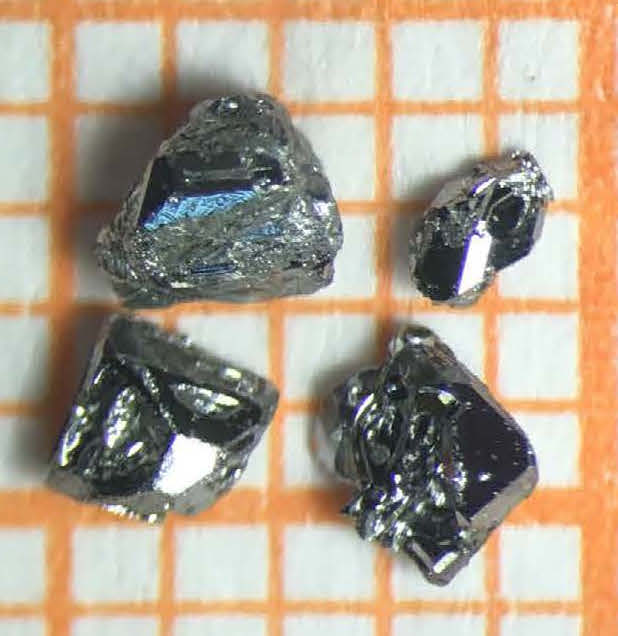
Cristale de Cr_{11}Ge_{19} (intermetalic crom-germaniu

Un aliaj intermetalic (denumit și compus intermetalic) este un tip de aliaj metalic care formează un compus ordonat în stare solidă între două sau mai multe elemente metalice. Intermetalicele sunt în general dure și fragile, cu proprietăți mecanice bune la temperaturi ridicate. Ele pot fi clasificate ca stoichiometrice sau nestoichiometrice.
Termenul de „compuși intermetalici” aplicat fazelor solide a fost folosit un timp îndelungat. Cu toate acestea, William Hume-Rothery, un metalurgist englez, a susținut că acesta poate induce în eroare, sugerând o stoichiometrie fixă și un proces clar de descompunere în specii chimice.